# Awdiejewo (Karelia)
Awdiejewo (ros. Авдеево) – wieś (dieriewnia) w Rosji, w Karelii, w rejonie pudożskim. W 2010 liczyła 413 mieszkańców.